# Mensajes del alma
Mensajes del alma es el noveno álbum de estudio del cantautor argentino León Gieco. Fue lanzado en el año 1992 por el sello EMI y producido por Daniel Goldberg. El álbum fue grabado en los estudios de EMI Odeón Argentina entre julio y septiembre de ese año. Los temas del disco se alejan totalmente del rock y ubican nuevamente a León en el ambiente del folclore y de la música melódica, experimentando con nuevos ritmos. Justamente de esto se trata el hit de lanzamiento, que fue "Los Salieris de Charly", canción que resultó ser todo un éxito para la época en países como Argentina y Chile. En un curioso ritmo sobre el que sobresale la voz que intenta emular el estilo vocal del rap, la canción hace una crítica a lo que Gieco considera la idiosincrasia de la típica sociedad argentina, con una letra que simula una carta de presentación de los clásicos artistas revolucionarios.

## Grabación
Los 90 traen algo que para León había sido un sueño por 20 años, un contrato con EMI-ODEON su nueva compañía discográfica. Algo que para Gieco tiene connotaciones especiales. León recuerda anecdóticamente que en su llegada a Bs.As. a los 18 años su meta era grabar en la EMI; un día buscó en la guía de teléfonos la dirección de ODEON y cuando se dirigió al lugar se encontró con una tal "Pizzería Odeón". A pesar de su desilusión y frustración, Gieco dice textualemente: "No hay mal que por bien no venga…" cuando recuerda la anécdota, ya que veinte años después hizo realidad su sueño grabando con uno de los sellos más importantes del mundo. Además este fue el primero de sus trabajos editado en disco compacto. Lanzado en medio del período de gobierno menemista, este disco venía con "Los Salieris de Charly" (canción que Gieco dedica a Charly García) como corte de difusión. En esa especie de rap criollo León enarbolaba sus marcas de procedencia y enumeraba preferencias: “Queremos ya un presidente joven/ que ame la vida que enfrente la muerte”. Las letras de este disco vuelven sobre los mismos temas de los que siempre habló Gieco: la gente trabajadora, críticas a la forma de gobernar de los políticos argentinos, invectivas contra la última dictadura, entre otras cosas. “Halleluja”, “Mensajes del alma”, “Maestras de Jujuy”, “Cinco siglos igual” y “Todos los días un poco”, son algunos de los temas del álbum. “Todos los días un poco” es una canción de amor muy simple, profunda y sensible. Este álbum llegó a ser muy aclamado tanto por la crítica como por sus fanes y las canciones "Cinco siglos igual" y "Los Salieris de Charly" se convirtieron en clásicos en el repertorio de Gieco. En el año 2007, la revista Rolling Stone de Argentina lo ubicó en el puesto 93.º de su lista de los 100 mejores álbumes del rock argentino, aunque fue quitado en la versión actualizada de la lista en 2013.

## Primer trabajo con Luis Gurevich
Cabe destacar que a partir de este álbum León Gieco junta fuerzas con el músico Luis Gurevich, alianza que permanece en la actualidad. Esta asociación artística entre Gieco y Gurevich se dio en una época particular para el cantante que nació en Cañada Rosquín, de Santa Fe. Junto a Gurevich, Gieco compone sus siguientes álbumes: Desenchufado, Orozco, Bandidos rurales, Por favor, perdón y gracias y El desembarco. La función predominante de esta asociación es Gieco como letrista y Gurevich como compositor musical, aunque ambos artistas trabajan de maneras diferentes. Uno y otro puede cumplir el rol de letrista.

“Por lo que él cuenta, lo ha dicho muchas veces, en un momento se encontró con que se estaba repitiendo mucho y necesitaba un compañero, un par con quien trabajar. No sé si por casualidad o destino, lo que sea, justo hace muy poco tiempo había entrado a trabajar en la banda de él y le empecé a mostrar música, cosas que hacía. Él encontró en mí una música que lo inspiraba en lo que él tenía necesidad de escribir. O a veces nos sentamos con la guitarra a trabajar en alguna canción juntos. Son tantos años, tantos discos, tantas canciones hechas que ya tenemos como una manera de trabajar muy naturalmente”.
Explicó Gurevich en una entrevista.

## Lista de canciones
Todas las canciones escritas y compuestas por León Gieco (letra) y Luis Gurevich (música), excepto donde se indica. 
| N.º   | Título                                         | Duración |  |
| 1.    | «Los Salieris de Charly» (León Gieco)          | 6:20     |  |
| 2.    | «Gira y gira» (León Gieco)                     | 4:40     |  |
| 3.    | «Todos los días un poco»                       | 3:30     |  |
| 4.    | «Halleluja» (Marius Müller/Westernhagen)       | 5:25     |  |
| 5.    | «Del mismo barro» (León Gieco/Eduardo Rogatti) | 4:05     |  |
| 6.    | «Mensajes del alma»                            | 5:25     |  |
| 7.    | «Río y mar»                                    | 4:40     |  |
| 8.    | «Maestras de Jujuy»                            | 4:25     |  |
| 9.    | «Cuando los ángeles viajan» (León Gieco)       | 5:30     |  |
| 10.   | «Cinco siglos igual»                           | 4:05     |  |
| 48:28 |                                                |          |  |

## Personal
- León Gieco: voz, armónica, guitarra, guitarra acústica y coros.
- Luis Gurevich: acordeón, piano y sintetizador.
- Marcelo García: programación de batería y percusión.
- Alejandro Franov: acordeón.
- Hector López Furst: violín.
- Daniel Goldberg: brass sampler, coros, guitarra de 12 cuerdas, sintetizador, solo de charango, guitarras, sampler, chelos, percusión y coros.
- David Lindley: violín, acoustic lap top slide y electric slide.
- Guillermo Vadala: bajo.
- Gringui Herrera: guitarra eléctrica.
- Fernando Marrone: programación de batería y batería.
- Daniel Barardi: bandolín.
- Babu Cervino: órgano Hammond.
- Julio Brezhenev, Ana Quatraro y Alicia Iacoviello: coros.
- Jaime Torres: charango.
- Nuria Martínez: aerófonos.
- Aníbal Forcada: charango.
- Fernando López Rossi, Cecilia, Liza, Joana, Tamara, Gabriel, Magui, Juan, Inés, Nelly, Rocío y Soledad: coros chicos.

## Ficha técnica
- Una producción EMI-ODEON Argentina, realizada por: Daniel Goldberg.
- Productor ejecutivo: Rolando Hernández, Santiago Zambonini.
- Grabado en Buenos Aires entre julio y septiembre de 1992.
- En Estudios Panda por: Mario Breuer,  Guido Nisenson, Julio Presas, Martin Mensel, Christian y Andres.
- Asistentes en Estudios Panda: Ruben Dario, Leandro, Pollo y Maxi.
- En Estudios ION: Osvel Costa y Jorge Da Silva.
- Asistente en Estudios ION: Aníbal Rodríguez.
- Mezclado en Los Ángeles, California en octubre de 1992 en Devonshire Studios por: Mike C. Ross.
- Asistente en Los Ángeles: Jerry Finn.
- Masterizado en Capitol Recording Los Angeles.
- Diseño gráfico de tapa, contratapa e interior: Guillermo Stein.
- Foto de tapa, contratapa e interior: Jose Luis Massa.
- Fotos de la última página: Diego Goldberg.